# Perífrasis (retórica)
La perífrasis o circunloquio es una figura retórica que consiste en utilizar más palabras de las necesarias para expresar una idea o un concepto.
Su función es evitar una expresión estereotipada o común utilizando palabras que la evocan sin citarla expresamente. La perífrasis pertenece al grupo de las figuras de pensamiento, es una de las figuras oblicuas consistente en designar de forma indirecta un concepto a través de un conjunto de sus características.
Fundamentalmente se trata de dar un rodeo para evitar una expresión estereotipada o común más usual, utilizando para ello varias palabras que la evocan sin citarla de forma expresa.

## Historia del concepto
La escuela de Sócrates había adoptado una manera de argumentar que procede por inducción; Teofrasto dio preferencia al epimerema (una clase de silogismo) y también usó la perifrasis, una de las reglas de propiedad del entimema.

## Ejemplos
- Ayer se registraron precipitaciones en forma de nieve por encima de los 1500 metros de altitud (Ayer se registraron nevadas por encima de los 1500 metros de altitud).[5]
- El laurel se lo llevó el corredor del carril número cuatro (La victoria fue para el corredor del carril número cuatro).
- La cima del mundo (La cumbre del Everest).